# القرظة (الملاجم)

تعديل مصدري - تعديل

القرظة هي إحدى قرى عزلة ال منصور الملاجم بمديرية الملاجم التابعة لمحافظة البيضاء، بلغ تعداد سكانها 117 نسمة حسب تعداد اليمن لعام 2004.